# Occident au XVe siècle
Le XVe siècle en Europe occidentale fait suite au XIVe siècle et précède la Renaissance.

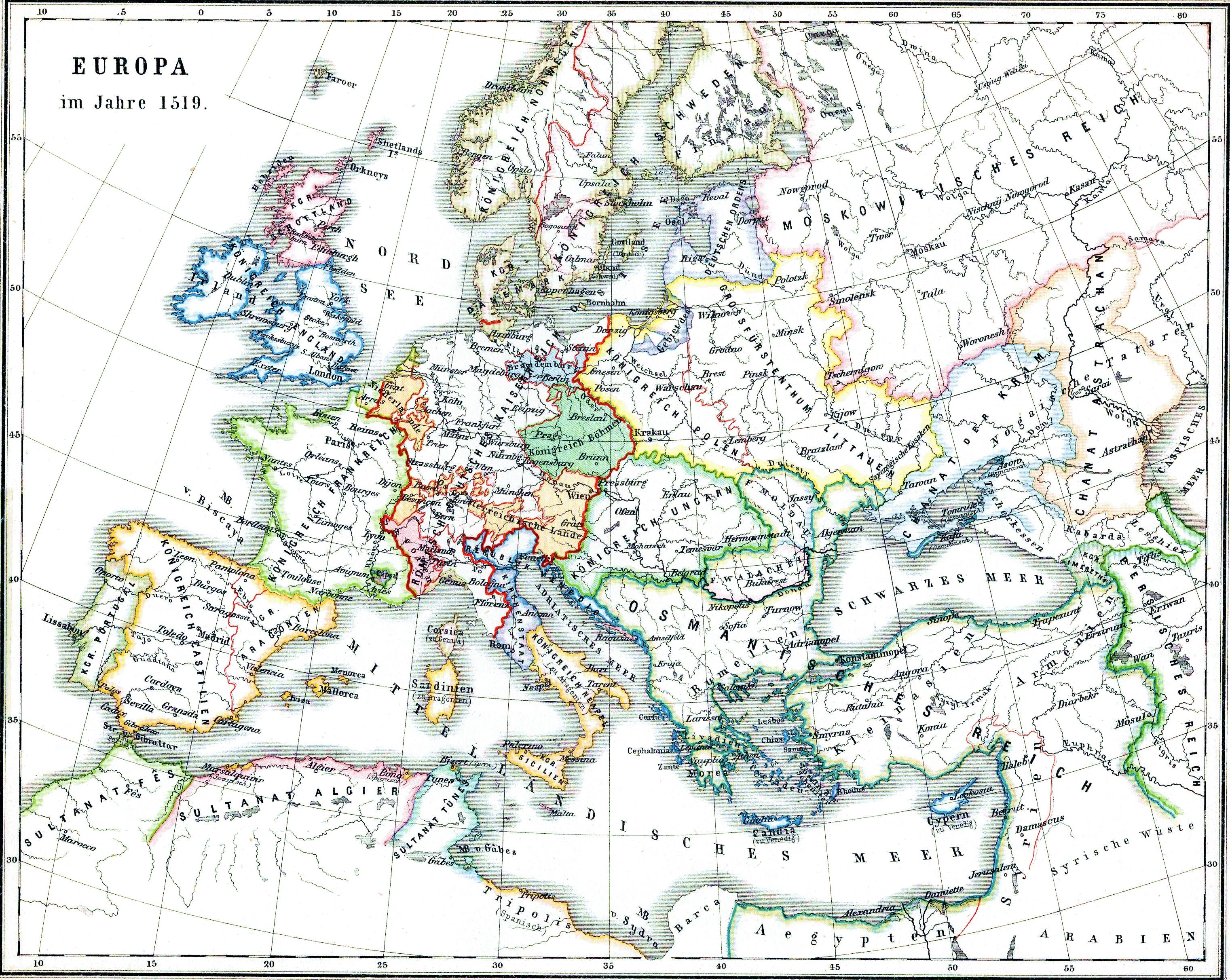
L'Europe en 1519.

## Féodalité
Les amateurs de tournois, activité ultra-violente qui cadre mal avec l’air du temps, doivent désormais se contenter des joutes.

## Agriculture

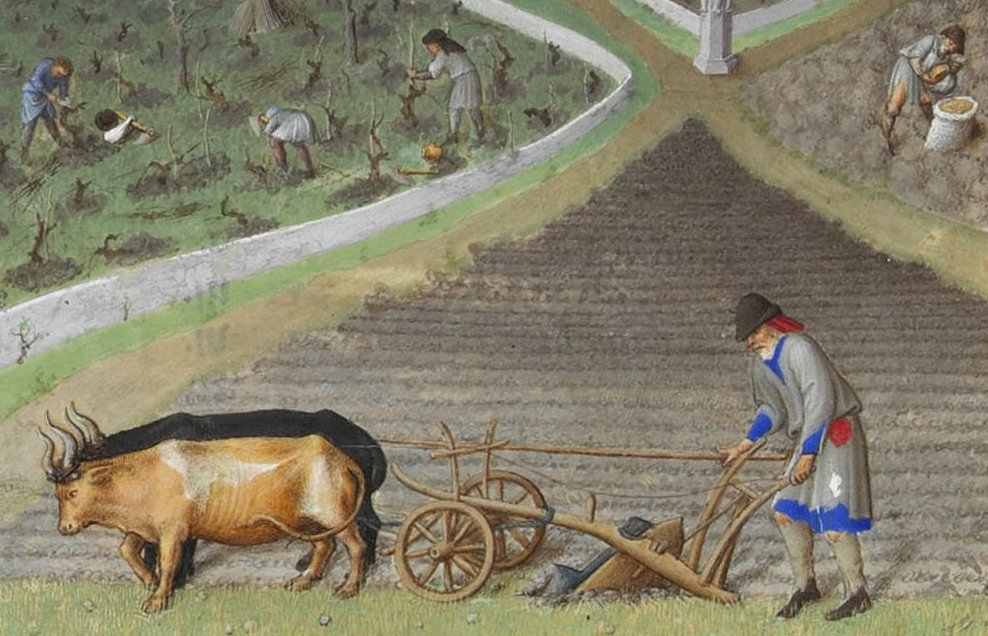
Très riches heures du duc de Berry - Scène de labour. Charrue perfectionnée et joug frontal des bœufs.